# 部分代数系
普遍代数学における代数 A の部分代数（ぶぶんだいすう、英: subalgebra）とは、A の部分集合 S で、A の代数演算を S に制限するとき、S 自身が A と同じ型の代数の構造を持つものを言う。代数的構造が（普遍代数学で扱う場合がふつうそうであるように）等式律として記述された公理で与えられるとき、S が部分代数であることを確認するには、その各演算の全てについて閉じているかを見ればよいということになる。
文献によっては各演算が部分写像で与えられる代数を考えることもあるが、この場合の部分代数の定義については幾つか流儀がある。また別な方向で、型に（演算だけでなく）関係を含むことを許すような代数の一般化もあるが、モデル理論や計算機科学で扱われるこの概念は構造と呼ばれるのがふつうであり、この関係を含む構造に関して部分代数より弱く部分構造の概念を考えることができる。

## 例
例えば、普遍代数学における群に対する標準的な演算の型（算号系、算法族）は (×,  −1,1) である（逆転写像および単位元は準同型の概念を正しく得るために必要である。またこれらを用いると、群の公理を等式によって表すことができるようになる）。したがってある群 G の部分群は、G の部分集合 S で次を満たすものである。
- G の単位元 e は S にも属する（すなわち S は単位元を洗わず零項演算の下で閉じている）；
- x が S に属するなら、x−1 も属する（すなわち S は逆元を取る単項演算の下で閉じている）；
- x と y が S に属するなら、x * y も属する（すなわち S は群の乗算演算の下で閉じている）。